# Gheneral Kantardjievo, Varna
Gheneral Kantardjievo (în bulgară Генерал Кантарджиево, în română Vânători) este un sat în comuna Aksakovo, regiunea Varna, Dobrogea de Sud, Bulgaria.
Între anii 1913-1940 a făcut parte din plasa Balcic a județului Caliacra, România. Majoritatea locuitorilor erau găgăuzi. După 1940 a fost inclus în regiunea Varna. 
Vasile Stroescu în lucrarea Dobrogea nouă pe căile străbunilor nota: Satul Ceaușchioi (Vânători): e situat pe valea Așa-dere (Dereaua de Jos) și Mezarlâc-bair (Dealul Cimitirului), având la răsărit Valea Geviz-dere (Dereaua Nucului) și Carși-baalar, la apus Corito-deresi, la miazăzi Dermen-deresi (Pârâul Morilor) și Orta-dere și la miazănoapte Mezarlâc-bair. La răsărit se învecinează cu satul Ecrene, la apus cu satul Mustafa Beiler, de care se desparte prin pădurea Ceaușchioiu, la miazănoapte cu satul Gheiciler, de care se desparte prin dealul cu acelaș nume și la sud Bulgaria. În apropiere de graniță se află punctul Cetal-ceșme (Cișmeaua cu 2 scurgeri, ca furca) pe unde se trece în Bulgaria. Satul e populat de găgăuți. 

## Demografie
Componența etnică a satului Gheneral Kantardjievo
     Bulgari (96,66%)
     Nicio identificare (1,28%)
     Altele (2,05%)
La recensământul din 2011, populația satului Gheneral Kantardjievo era de 390 locuitori. Din punct de vedere etnic, majoritatea locuitorilor (96,66%) erau bulgari. Pentru 1,28% din locuitori nu este cunoscută apartenența etnică.